# 成三郎
成三郎（？—684年），唐朝官员，幽州渔阳县（今天津市蓟州区）人。
光宅元年（684年），为左豹韬卫长上果毅。李孝逸讨伐徐敬业，成三郎为前锋，与敌军战于高邮。战败被擒，送到江都。徐敬业的同党唐之奇骗部下说：“这是李孝逸！”将要斩他。成三郎大呼：“我是果毅成三郎，不是将军李孝逸。官军已围城数重，攻破在于朝夕。我死后，妻儿受荣；你们死，家口配没，终不及我！”唐之奇大怒，斩杀了他。徐敬业被平定，赠成三郎为左监门卫将军，谥号勇。